# Tantur

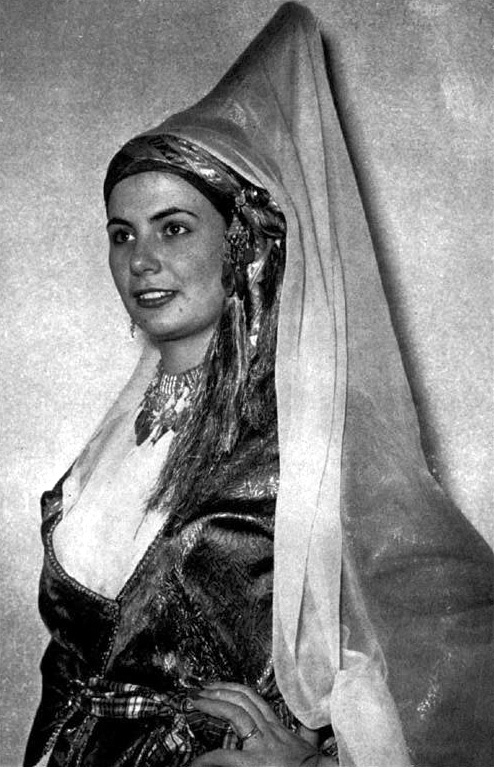
Costume di una principessa libanese del XIX secolo, che comprende il tantur.

Il tantur (in arabo طنطور‎?) è un copricapo femminile di forma conica simile al hennin, popolare nel Levante durante il XIX secolo e caduto perlopiù in disuso dopo gli anni 1850.
Il tantur era tenuto nella sua posizione da nastri legati intorno alla testa. Un nastro di seta era avvolto attorno alla base con un velo bianco attaccato alla visiera. L'altezza e la composizione del tantur erano proporzionali alla ricchezza del suo proprietario. I più splendidi tantur erano dorati e alti fino a trenta pollici. Alcuni erano tempestati di gemme e perle.
Il tantour era un dono consueto presentato alla sposa dal marito il giorno delle nozze.